# Dysderina humphreyi
Dysderina humphreyi là một loài nhện trong họ Oonopidae.
Loài này thuộc chi Dysderina. Dysderina humphreyi được Arthur M. Chickering miêu tả năm 1968.